# Тополевка (Луганская область)
Тополевка (укр. Тополівка) — посёлок, относится к Попаснянскому району Луганской области Украины.
Население по переписи 2001 года составляло 92 человека. Почтовый индекс — 93312. Телефонный код — 274. Занимает площадь 0,26 км². Код КОАТУУ — 4423857202.

## Местный совет
93313, Луганська обл., Попаснянський р-н, смт. Малорязанцеве, вул. Кірова, буд. 122  (укр.)